# 阿里山膜叶铁角蕨
阿里山膜叶铁角蕨（学名：Hymenasplenium adiantifrons）也称铁线蕨铁角蕨、阿里山铁角蕨，为铁角蕨科膜叶铁角蕨属下的一个植物种。